# Ценогорское сельское поселение
Ценогорское се́льское поселе́ние или муниципальное образование «Ценогорское» — упразднённое муниципальное образование со статусом сельского поселения в составе Лешуконского муниципального района Архангельской области.
Соответствует административно-территориальной единице в Лешуконском районе — Ценогорскому сельсовету.
Административный центр — деревня Ценогора.

## Географические данные
Нахождение: центральная часть Лешуконского района. Крупнейшие реки поселения: Мезень, Кома, Коч, Цебьюга, Цебьюга. Между деревнями Белощелье и Палащелье находится нежилая деревня Конещелье.

## История
Муниципальное образование было образовано в 2006 году.

## Население
| 2010 | 2011 | 2012 | 2013 | 2014 | 2015 |
| ---- | ---- | ---- | ---- | ---- | ---- |
| 693  | ↘689 | ↘634 | ↘588 | ↘555 | ↘537 |
| 2016 | 2017 | 2018 | 2019 | 2020 | 2021 |
| ↘511 | ↘466 | ↘440 | ↘418 | ↘405 | ↘370 |

## Населённые пункты
В состав сельского поселения входят следующие населённые пункты:
| № | Населённый пункт | Тип     | Население |
| - | ---------------- | ------- | --------- |
| 1 | Белощелье        | деревня | ↘169      |
| 2 | Колмогора        | деревня | ↘7        |
| 3 | Палащелье        | деревня | ↘33       |
| 4 | Селище           | деревня | ↘68       |
| 5 | Ценогора         | село    | ↘375      |